# Friedrich von Löwis of Menar
Friedrich von Löwis of Menar, né le 17 septembre 1767 à Haapsalu et mort le 28 avril 1824 à Sehlen dans le gouvernement de Livonie, est un général de l'empire russe qui a servi dans l'armée impériale. Il est le descendant d'une famille écossaise installée en Russie sous Pierre le Grand.

## Débuts dans l'armée
En 1772 il s'engage dans le régiment des carabiniers de Moscou puis passe par le régiment des cuirassiers de Kazan le 10 novembre 1773.
  Von Löwis commence son service actif en 1782 comme lieutenant au régiment d'infanterie de Keksholm et prend part à la guerre russo-suédoise de 1788-1790 et devient commandant ; après elle, il commande un bataillon de grenadier à Polotsk à l'époque des partages de la Pologne. Il participe à la Guerre russo-polonaise de 1792 pendant laquelle il reçoit une épée d'or Pour le courage et est décoré de  l'Ordre de Saint-Georges au 4e degré. En 1795, il est nommé au régiment de carabiniers de Riga et en devient le commandant en 1799. En 1799, il devient ensuite général et commande le régiment des cuirassiers de Kazan qui est rebaptisé de son nom. En 1800, il quitte temporairement la vie militaire.

## Retour au service
Le 19 décembre 1800, von Löwis revient au service en commandant le régiment des cuirassiers de sa Majesté, mais se blesse lors d'une chevauchée deux ans plus tard et se retire de nouveau le 15 novembre 1802.
Von Löwis revient en service en septembre 1805 et commande le régiment des mousquetaires de Jaroslav le 27 novembre. De là il sert dans le corps de Buxhowden durant la marche sur Ulm et combat à Austerlitz est décoré de l'Ordre de Saint-Vladimir III degrés. Dans le corps de Essen il couvre la frontière occidentale russe de 1806 à 1807. Le 24 décembre 1807 il devient commandant de la 10e Division.
 Von Löwis participe à la campagne contre l'Autriche; en 1810 il rejoint l'armée de Moldavie et combat à Silistrie et Shumla où il devient malade et se retire le 11 juin 1811.
 En 1812,   Von Löwis écrit pour demander sa réintégration à Alexandre qui le nomme au corps de Essen qui est à Riga le 13 juillet 1812. Là il combat contre MacDonald à Bausck et Gross Eckau (aujourd'hui Iecava) et se voit décoré de Ordre de St-Georges III degrés et de Ordre de Saint-Vladimir II degrés. Il conduisit le siège de Dantzig en 1813 ce qui lui valut l'Ordre de Sainte-Anne I degrés, une épée d'Or avec diamants et le ruban de l'Ordre de Saint-Alexandre Nevski ; après la chute de la ville il fut commandant de la 25e division d'infanterie dans la Grand duché de Varsovie; mais doit finir par se retirer définitivement le 14 octobre 1814.
 Von Löwis se retire mais reste actif dans certaines actions civiles comme pour accompagner les monarques Alexandre et Fréderic Guillaume de Prusse dans leur visite de Zelen où il décède le 28 avril 1824.